# Université de Tunis
L'université de Tunis (arabe : جامعة تونس) est une université basée à Tunis (Tunisie).
Elle est classée par le U.S. News & World Report au 33e rang du classement régional 2016 des universités arabes.

## Histoire

Bâtiment du rectorat.

Elle est fondée en 1960 en se substituant aux institutions existantes. En 1988, elle est subdivisée en trois institutions, les universités de Tunis I, II et III, à la suite de la restructuration des établissements d'enseignement supérieur et de recherche scientifique. En 2000, ces trois institutions font place à quatre établissements, dont l'université de Tunis actuelle.
L'université de Tunis assure une soixantaine de spécialités réparties entre quinze établissements d'enseignement supérieur et de recherche. Elle compte environ 29 000 étudiants encadrés par plus de 1 300 enseignants.
L'année universitaire 2004-2005 est placée sous le signe de l'ouverture en vue d'accroître la coopération inter-universitaire afin de contribuer à la réalisation d'un espace euro-méditerranéen d'enseignement supérieur et de recherche.

## Établissements sous tutelle

### Écoles et instituts

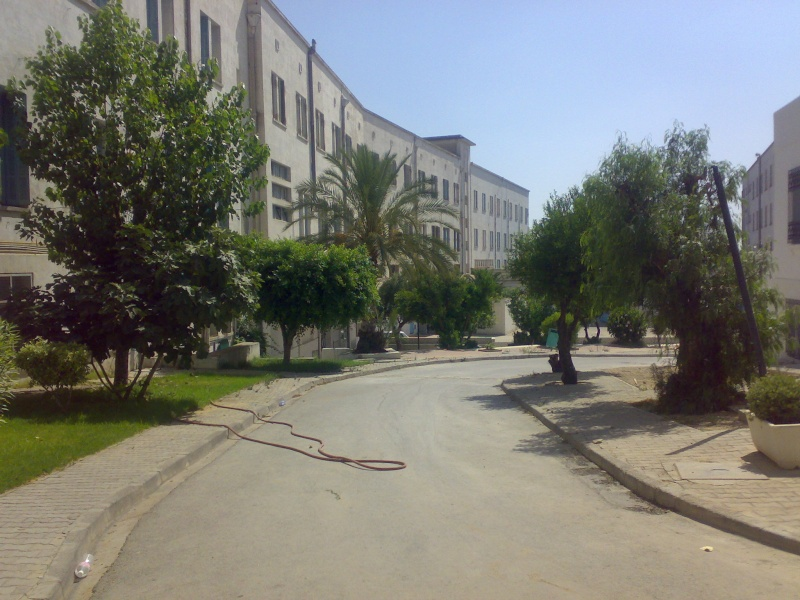
Bloc de l'Institut préparatoire aux études d'ingénieurs.

- École normale supérieure ;
- École supérieure des sciences économiques et commerciales (ar) ;
- École nationale supérieure d'ingénieurs ;
- Institut supérieur de l'éducation et de la formation continue (ar) ;
- Institut supérieur des études appliquées en humanités ;
- Institut supérieur des beaux-arts ;
- Institut préparatoire aux études littéraires et de sciences humaines ;
- Institut supérieur d'art dramatique ;
- Institut supérieur de l'animation pour la jeunesse et la culture ;
- Institut supérieur de gestion ;
- Institut préparatoire aux études d'ingénieurs ;
- Institut supérieur de musique (ar) ;
- Institut supérieur des métiers du patrimoine ;
- Tunis Business School (ar).

### Facultés

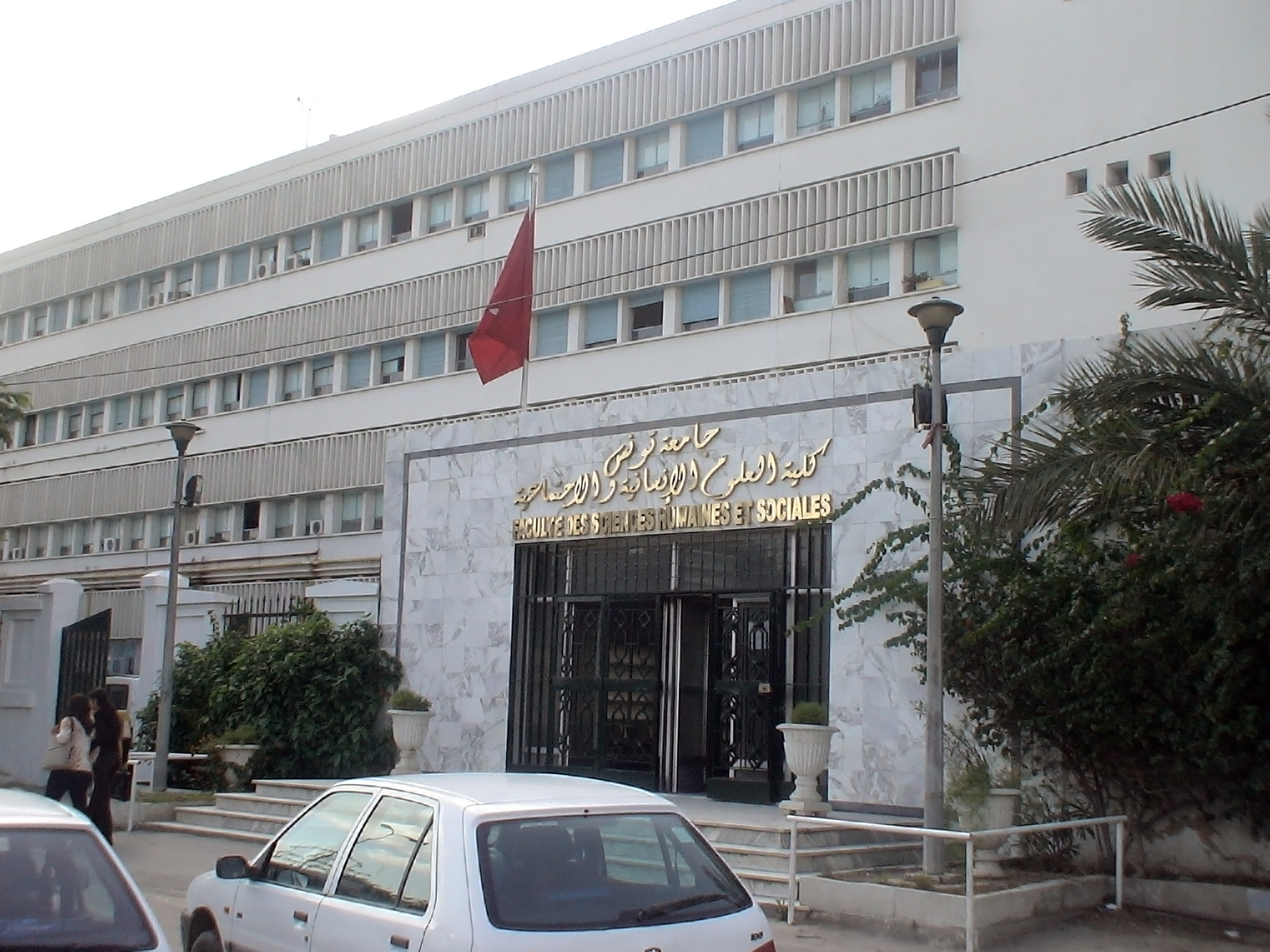
Bâtiment de la faculté des sciences humaines et sociales.

- Faculté des sciences humaines et sociales de Tunis

### Établissements en cotutelle
- Institut national du patrimoine

## Personnalités liées à l'université

### Présidents
- 1995-1er août 2011 : Abderraouf Mahbouli
- 1er août 2011-15 décembre 2017 : H'maied Ben Aziza[5]
- 15 décembre 2017-31 juillet 2024 : Habib Sidhom
- depuis le 1er août 2024 : Slim Driss